# Atanatolica botosaneanui
Atanatolica botosaneanui är en nattsländeart som beskrevs av Oliver S. Flint Jr. 1981. Atanatolica botosaneanui ingår i släktet Atanatolica och familjen långhornssländor. Inga underarter finns listade i Catalogue of Life.